# Municipio de Morrow (condado de Macon)
Morrow Township es un municipio inactivo del condado de Macon, Misuri, Estados Unidos. Según el censo de 2020, tiene una población de 164 habitantes.
La subdivisión tiene un código censal Z1, que indica que no está en funcionamiento (non-functioning county subdivision).

## Geografía
Está ubicada en las coordenadas 39°39′44″N 92°39′28″O / 39.66222, -92.65778 (39.662358, -92.657768). Según la Oficina del Censo de los Estados Unidos, tiene una superficie total de 62.32 km², de la cual 56.55 km² corresponden a tierra firme y 5.77 km² son agua.

## Demografía
Según el censo de 2020, hay 164 personas residiendo en la zona. La densidad de población es de 2.90 hab./km². El 94.51 % de los habitantes eran blancos, el 1.22 % de los habitantes eran afroamericanos  y el 4.27 % son de una mezcla de razas. Del total de la población, el 0.61 % es hispano o latino.